# 군산국가산업단지
군산국가산업단지(Gunsan Industrial Complex)는 전북특별자치도 군산시에 위치한 국가 산업단지로, 현재 지정면적은 64,160,513m2이다.

## 개요
- 군.장 광역 산업기지 개발과 연계한 효율적인 사업추진으로 공업단지 개발 효과의 지역적 확산하여, 공업단지 기능의 효율적 배분이다.

## 입지

### 고속도로
- 서해안고속도로 군산 나들목, 동군산 나들목

### 국도
- 국도 제21호선 (남원 ↔ 군산 ↔ 이천)
- 국도 제77호선 (부산 ↔ 군산 ↔ 파주)

### 항만
- 군산항